# 广东耳蕨
广东耳蕨（学名：Polystichum kwangtungense）为鳞毛蕨科耳蕨属下的一个种。

## 扩展阅读
- 維基物種上的相關：广东耳蕨